# Tergnier
Tergnier är en kommun i departementet Aisne i regionen Hauts-de-France i norra Frankrike. Kommunen ligger  i kantonen Tergnier som ligger i arrondissementet Laon. År 2022 hade Tergnier 13 261 invånare.

## Befolkningsutveckling
Antalet invånare i kommunen Tergnier
Referens: INSEE